# 城邦劇院

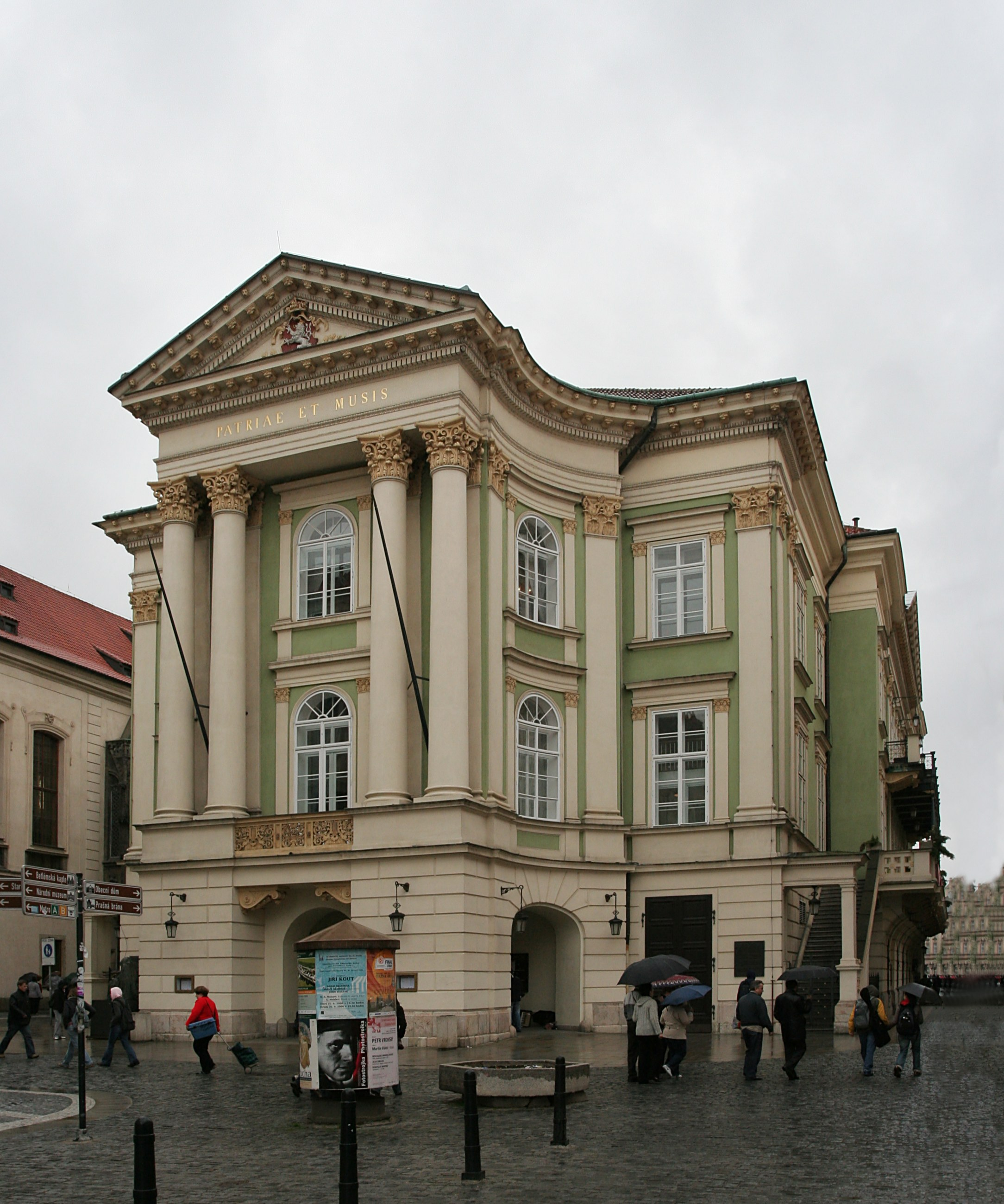
城邦劇院

城邦劇院是位於捷克首都布拉格的一座歌劇院。1948年，城邦劇院被併入捷克國家劇院。現在城邦劇院有三個藝術團體固定演出。城邦劇院的歷史可以追溯至18世紀。

## 外部連結
- Official website （页面存档备份，存于）
- TACE （页面存档备份，存于） – entry in  TACE database

50°05′10″N 14°25′26″E / 50.08611°N 14.42389°E